# Astro Bot
Astro Bot (アストロボット, Asutorobotto) é um jogo eletrônico de plataforma de 2024 desenvolvido pela Team Asobi e publicado pela Sony Entertainment para o PlayStation 5. É o quinto título da série de jogos Astro Bot, sucedendo Astro's Playroom (2020), e o primeiro jogo desenvolvido pela Team Asobi após sua separação do Japan Studio. No jogo, o jogador controla Astro em uma missão para resgatar os Lost Bots, recuperar partes da nave-mãe do PlayStation 5 e derrotar o alienígena Space Bully Nebulax, responsável por destruir a nave. O lançamento do jogo fez parte das comemorações dos 30 anos da marca PlayStation.
O jogo foi um sucesso de crítica e vendas, recebendo aclamação universal e sendo considerado um dos melhores jogos de 2024. Muitos críticos compararam positivamente Astro Bot com as franquias da Nintendo, especialmente Super Mario, uma influência mencionada pelo diretor do jogo, Nicolas Doucet. Astro Bot ganhou diversos prêmios, incluindo Jogo do Ano no The Game Awards 2024 e no D.I.C.E. Award de 2024, e alcançou a marca de 1,5 milhão de unidades vendidas até novembro de 2024, tornando-se um dos jogos mais vendidos do PlayStation 5.

## Jogabilidade
Astro Bot é um jogo de plataforma 3D onde o jogador controla o personagem principal, um pequeno robô chamado Astro Bot, utilizando o controle DualSense. O conjunto de movimentos principais do Astro permanece idêntico às entradas anteriores da série, incluindo sua habilidade de pular, planar, socar e realizar um ataque giratório. A capacidade de nadar debaixo d'água, presente em Astro Bot Rescue Mission e ausente em Astro's Playroom, também retorna nesta edição.

### Níveis
O jogo possui 90 níveis, distribuídos em seis galáxias e 60 planetas. Cada nível é classificado em três configurações de dificuldade: Fácil, Normal e Difícil. Os níveis principais da história (chamados de "estágios lúdicos") caem principalmente nas dificuldades fácil e normal, enquanto os estágios de desafio opcionais (chamados de "estágios complexos") estão principalmente na dificuldade difícil. Cada nível também contém um indicador de dificuldade, que é destacado antes de entrar no nível. Tanto os estágios lúdicos quanto os complexos deverão ser disponibilizados após o lançamento do jogo na forma de conteúdo para download até o final de 2024. A travessia entre as galáxias e os níveis é feita através do "Dual Speeder", uma nave espacial com a forma de um controle DualSense do PlayStation 5. O Dual Speeder é controlado pressionando os gatilhos analógicos e inclinando fisicamente o DualSense. Ele também pode se mover livremente na tela de seleção de níveis, onde pode colidir com asteroides que chegam, desbloquear alguns dos estágios opcionais do jogo e coletar peças de quebra-cabeça.
Semelhante a Astro Bot Rescue Mission, cada nível contém um número específico de Bots que Astro deve resgatar, variando de sete Bots nos níveis principais de plataforma a apenas um ou dois Bots nas lutas contra chefes e níveis de desafio. Cada mundo também exige que o jogador colete um certo número de Bots antes de avançar. No total, 322 Bots podem ser resgatados e recrutados: 301 no jogo base, 17 pós-lançamento através de níveis de DLC gratuitos e 4 que podem ser obtidos ao vencer desafios secretos no predecessor gratuito Astro's Playroom. Diferentemente de Rescue Mission, os "Bots V.I.P." (Bots colecionáveis que fazem referência a vários personagens do PlayStation em sua aparência e comportamento) também podem ser resgatados e recrutados. Há mais de 150 Bots V.I.P. únicos, com mais sendo esperados para serem incluídos nos níveis de DLC gratuito. Muitos dos personagens "deep cut" da história do PlayStation podem ser resgatados nos níveis complexos do jogo.
Cinco dos níveis do jogo são fortemente baseados em franquias clássicas do PlayStation, representando cada um dos consoles anteriores do PlayStation — nomeadamente Ape Escape (PlayStation), God of War (PlayStation 2), Uncharted (PlayStation 3), LocoRoco (PlayStation Portable) e Horizon (PlayStation 4). Esses níveis permitem que o jogador utilize as habilidades dos heróis dessas franquias do PlayStation, como a Rede de Macaco de Spike sendo a principal característica do nível inspirado em Ape Escape, ou o Machado Leviatã de Kratos sendo o destaque do nível inspirado em God of War.

### Habilidades e controles
Astro possui acesso a 15 novas habilidades, que se conectam a ele e aprimoram tanto suas capacidades de travessia quanto de combate. Algumas dessas habilidades incluem o Barkster, o Bulldog Booster (que concede a Astro a capacidade de realizar um ar-dash através de inimigos e terrenos), as Luvas Twin-Frog (que permitem a Astro socar inimigos à distância e balançar/atirar-se de certas superfícies) e o Handy-D (um macaco que permite a Astro escalar em certas superfícies, lançar pedras nos inimigos e golpear o chão). As batalhas contra chefes, apresentadas no final de cada galáxia, são realizadas com a ajuda dessas habilidades.
O jogo oferece uma seleção de configurações de acessibilidade, que incluem a opção de jogar com um único stick analógico (com os controles de câmera vindo de um único botão), suporte para o controle PlayStation Access, e a opção de desativar os controles de giroscópio, feedback tátil e gatilhos adaptativos. Um ajudante azul, chamado bluebird, também pode ser adquirido, ajudando o jogador a descobrir quaisquer Bots ou peças de quebra-cabeça que possam ter sido perdidas na primeira tentativa do nível. O ajudante bluebird está disponível no início de cada nível, mas somente a partir da segunda tentativa do nível.

### Mundo Central
Todos os Bots coletados podem ser visualizados em um mundo centralizado, onde podem ser interagidos. O mundo central também contém muitos outros locais de interesse que se desbloqueiam à medida que Astro avança no jogo. Algumas das áreas adicionais do jogo só podem ser desbloqueadas após coletar um certo número de Bots, que concedem acesso a ovos especiais e Bots não V.I.P. Outras localizações só podem ser encontradas após coletar um número suficiente de peças de quebra-cabeça nos níveis, criando locais que permitem a Astro mudar certos cosméticos, além da loja que vende esses cosméticos. Coletar todas as peças de quebra-cabeça e 300 Bots concede acesso ao nível final do jogo, que só pode ser acessado a partir do mundo central.
Moedas da marca PlayStation estão espalhadas pelos planetas e podem ser usadas para comprar uma variedade de colecionáveis no mundo central, cada um desbloqueado na máquina Gatcha. Ela presenteia o jogador com trajes equipáveis para Astro, pinturas alternativas para o Dual Speeder e itens especiais para os Bots V.I.P. Esses itens fazem referência a objetos específicos utilizados pelos personagens em seus jogos de origem e, ao coletá-los, fazem com que eles realizem uma certa ação sempre que você os atingir.

## Enredo
Um dia, no espaço, uma nave-mãe semelhante ao console PlayStation 5 viaja pelo cosmos, abrigando Astro e vários bots idênticos a ele, representando sua tripulação. De repente, eles encontram um alienígena verde chamado Space Bully Nebulax, que persegue a nave, ataca a tripulação e rouba seu processador principal (CPU). Isso provoca a explosão da nave-mãe, espalhando suas peças pelo espaço e deixando os bots presos em outros planetas.
Após o ataque, os restos da nave caem em um planeta desértico. Astro, inconsciente, é revivido pelo Dual Speeder, uma pequena nave em forma de controle DualSense. Ao ativar um satélite que caiu no planeta, Astro inicia sua busca para resgatar os bots e recuperar as peças perdidas da nave-mãe. Depois de explorar o primeiro planeta, a nave começa a se reativar, transformando o local da queda em um oásis para Astro e os bots resgatados.
Astro explora várias galáxias, resgatando a maioria dos bots e enfrentando chefes em seus planetas de origem, como Gorilla Nebula (Mighty Chewy) e Feather Cluster (Falcon McFly), recuperando peças da nave-mãe ao longo do caminho. Com a nave quase totalmente reparada, Astro encontra Nebulax novamente, iniciando uma guerra intergaláctica. Ele forma a PlaySquadron com sua tripulação, usando hardware clássico do PlayStation como parte da frota.
No confronto final, Astro recupera a CPU e a reinsere na nave-mãe, mas Nebulax, gravemente ferido, tenta uma última ofensiva. Com a ajuda dos bots, Astro destrói a nave de Nebulax, mas isso cria um buraco negro. Nebulax tenta arrastar Astro consigo para a destruição iminente, mas Astro se sacrifica, gerando uma supernova. Quando tudo parece perdido, Astro reaparece gravemente danificado, mas é reparado pelos bots e pelos sistemas da nave-mãe. Após sua reconstrução, ele celebra com a tripulação e volta a explorar o espaço em sua Dual Speeder enquanto os créditos rolam.

## Desenvolvimento
O desenvolvimento de Astro Bot começou quase imediatamente após a conclusão de Astro's Playroom e levou cerca de três anos, com uma equipe de aproximadamente 60 pessoas. Este é considerado o maior projeto já desenvolvido pela Team Asobi. Diferentemente de seus antecessores (Astro Bot Rescue Mission e Astro's Playroom), o jogo foi lançado sem um subtítulo. Nicolas Doucet, diretor criativo e produtor, explicou que essa escolha simboliza um "novo começo" para a série.
Em entrevista à revista Edge, Nicolas Doucet revelou que a equipe chegou a considerar um formato de mundo aberto para o jogo, mas optou por um modelo baseado em níveis, pois isso proporcionava maior controle sobre a variedade do gameplay. Para tornar o jogo acessível a jogadores de todos os níveis de habilidade, o design dos níveis principais foi mantido relativamente fácil, enquanto os níveis opcionais foram criados para desafiar jogadores mais experientes.
Além das mecânicas de plataforma, o jogo recebeu melhorias significativas em detalhes de fundo e nos ambientes. Com um motor de jogo reformulado, Astro Bot apresenta avanços tanto nos gráficos quanto na física, incluindo a introdução de mais de 70 espécies de vida selvagem, como ursos polares, elefantes e insetos.
Diferentemente dos títulos anteriores da Team Asobi que utilizavam o PlayStation VR, Astro Bot não é jogável no PlayStation VR2. Doucet explicou que, após Astro's Playroom, a equipe decidiu focar em uma versão de maior escala da experiência anterior em vez de criar um jogo em VR. Ele comentou que para um jogo do Astro ser adaptado ao VR, todo o design precisaria ser feito exclusivamente para essa plataforma, o que não se aplicava a esta produção.
Por fim, Nicolas Doucet mencionou a possibilidade de uma portabilidade do jogo para ser jogador em computadores, caso houvesse demanda suficiente após o lançamento do jogo. Ele reforçou que adaptar o jogo para outras plataformas, como o PSVR2, resultaria em um título completamente diferente.

### Recursos do DualSense
Astro Bot implementa muitas das funcionalidades do controle DualSense na jogabilidade, especialmente o feedback tátil e os gatilhos adaptativos. Para aproveitar ao máximo os recursos do DualSense, a Team Asobi formou um pequeno grupo dedicado exclusivamente a extrair o máximo do controle. Doucet menciona alguns exemplos dessas funcionalidades, como o uso dos gatilhos adaptativos para simular a pressão ao espremer água de uma esponja, alterando seu nível de resistência, e o uso do feedback tátil para sentir certas irregularidades em uma superfície e descobrir um segredo escondido.  Muitas funcionalidades são inicialmente desenvolvidas de forma isolada, antes que as melhores sejam integradas ao jogo principal (sendo a habilidade da esponja um exemplo desse processo).
Cada uma das habilidades de Astro também utiliza intensamente os recursos do controle DualSense. Doucet observa a diferença na forma como Astro's Playroom e Astro Bot implementaram as habilidades do DualSense na jogabilidade, sendo que o primeiro segmentou a plataforma e as habilidades em diferentes seções, enquanto o segundo optou por integrar as habilidades à jogabilidade de plataforma. Ele também menciona que, devido à ênfase maior na plataforma durante o desenvolvimento, os mecanismos de jogo relacionados ao touchpad foram utilizados com muito menos frequência. A razão para isso, segundo Doucet, é que usar o touchpad exige que o jogador mova os dedos para longe do botão de pulo, tornando o jogo mais desconfortável de jogar.

### V.I.P. Bots
Doucet mencionou a importância dos V.I.P. Bots, que fazem referência a IPs proeminentes da PlayStation, em várias ocasiões. Ele e a Team Asobi decidiram "reforçar" essa ideia, incluindo ainda mais participações especiais do que em Astro's Playroom. A razão para isso, segundo ele, é que isso poderia funcionar como uma ponte geracional; uma criança que se perguntasse quem é um certo Bot poderia receber uma explicação de seu pai, que jogou os games anteriormente.
Um dos desafios que a implementação dos V.I.P. Bots apresentou foi como a equipe representaria esses personagens icônicos. Mantendo a tradição de Astro's Playroom, ao socar esses Bots, eles reagem de forma engraçada e fazem referência a algo específico de seus respectivos jogos. Doucet destacou a necessidade de equilibrar esse aspecto humorístico presente nos jogos anteriores de Astro, enquanto se mostrava respeitoso com o legado dos personagens que estavam "brincando e sendo engraçados". Várias estúdios da PlayStation, como Santa Monica Studio e Naughty Dog, responderam positivamente à representação de seus personagens como Bots..
Outro desafio relacionado aos V.I.P. Bots foi como o grande número de personagens e referências, tanto da PlayStation quanto de terceiros, poderia ofuscar a identidade do próprio Astro. Doucet afirmou que ele e a Team Asobi consideraram não incluir nenhuma marca da PlayStation no jogo futuro, permitindo que Astro "ficasse em seus próprios pés". No entanto, no final, decidiram contra essa ideia, justificando que os fãs de Astro's Playroom que gostaram das referências da PlayStation provavelmente ficariam decepcionados se a sequência as eliminasse completamente.
O design dos Bots nem sempre foi completamente fiel ao material de origem ao qual faziam referência, com Doucet notando especificamente que personagens com cabelo muitas vezes tinham-no substituído por vinil. Doucet também comentou que os olhos azuis em LED presentes nos Bots eram um elemento crucial de seus designs. Alguns Bots não podiam ser representados de forma precisa apenas com olhos de LED, devido ao fato de seus designs originais dependerem fortemente dos olhos. Para resolver esse problema, eles receberam máscaras completas.
No total, há 173 V.I.P. Bots em Astro Bot. Além de personagens de franquias pertencentes à Sony, como Ratchet e Sackboy, personagens de franquias de terceiros com aparições notáveis em consoles da PlayStation também aparecem como V.I.P. Bots.

### Música
Kenneth C. M. Young, que já havia composto a música para Astro Bot Rescue Mission e Astro's Playroom, retornou para compor a trilha sonora de Astro Bot. Isso foi confirmado através de sua conta no Twitter.

## Marketing e lançamento
Astro Bot foi anunciado em 30 de maio de 2024, durante a apresentação State of Play da Sony. O trailer de lançamento do jogo e um vídeo dos bastidores foram exibidos no canal oficial do PlayStation no YouTube em 30 de agosto de 2024. O jogo foi lançado exclusivamente para o PlayStation 5 em 6 de setembro de 2024.
A 400ª edição da revista Edge apresenta 10 variantes de capa, cada uma destacando um V.I.P. Bot diferente (como Ratchet e Clank de sua série homônima e Aloy da série Horizon).
Três versões do jogo estão disponíveis para compra: a edição padrão digital, a edição padrão física e a edição deluxe digital. Cada uma dessas versões oferece recompensas para quem fizer a pré-venda do jogo. A versão padrão digital inclui uma roupa in-game para Astro que lembra o personagem PaRappa the Rapper, uma skin de graffiti para o Dual Speeder com vários V.I.P. Bots, e dois avatares diferentes da PlayStation Network (um com Astro e o outro com um V.I.P. Bot que referencia Parappa). A versão deluxe digital, além de incluir todas as recompensas da versão padrão digital, também adiciona duas roupas (uma delas é dourada e a outra referencia o caçador de Yharnam de Bloodborne), duas skins de controle (chamadas de "Neon Dream" e "Champion's Gold"), 10 avatares da PlayStation Network (mostrando mais renders de Astro e vários V.I.P. Bots) e um código de download para a trilha sonora oficial e uma galeria de arte digital.
Quiosques com uma demonstração jogável de Astro Bot estavam presentes no Summer Game Fest, EVO, ChinaJoy e PAX West. Eles apresentaram cinco níveis diferentes; dois deles eram etapas de plataforma lúdica (chamadas Sky Garden e Construction Derby, esta última fazendo referência ao jogo de vídeo da PlayStation, Destruction Derby), um era uma luta contra um chefe, um polvo, utilizando a habilidade Twin-Frog Gloves, e dois eram etapas mais curtas e complexas (chamadas Swinging Sentries e Slowdown Showdown, ambas com temas de diferentes símbolos da PlayStation). Astro Bot também esteve presente durante a Tokyo Game Show, que, além da demonstração jogável mencionada, contou com uma enorme réplica de uma máquina Gatcha. Quem usasse a máquina recebia uma de quatro camisetas temáticas de Astro Bot.
Um controle DualSense modelado após o Dual Speeder foi anunciado em 29 de julho de 2024. As pré-vendas começaram em 9 de agosto e o controle foi lançado na mesma data que o jogo.
Certas lojas Best Buy em todo o Canadá tinham demos disponíveis para jogar na loja.

### Conexão com Astro's Playroom
Para ajudar a conectar Astro Bot ao seu antecessor, Astro's Playroom recebeu uma atualização de conteúdo gratuita em 7 de junho de 2024. Essa atualização adicionou artefatos extras à máquina Gatcha, correspondendo aos modelos slim do PS5 e a vários acessórios do PlayStation 5, como o headset PlayStation VR2 e o PlayStation Portal. Cada um desses artefatos podia ser armazenado em uma nova sala acessada através da sala PlayStation Labo. A atualização também incluiu uma nova "sala de missões", que exibia uma contagem regressiva até o lançamento de Astro Bot e direcionava os jogadores para a página oficial da loja do jogo.
Além disso, quatro novos Bots podiam ser resgatados, um para cada um dos mundos presentes. Esses Bots fazem referência a personagens da PlayStation, como Lady Maria de Bloodborne, Selene de Returnal, um corredor da série Gran Turismo, e um Pipo Monkey da série Ape Escape. Cada um dos Bots coletados em Playroom pode ser transferido para a equipe inicial de Astro Bot.
Nas horas que antecederam o lançamento de Astro Bot, uma contagem regressiva especial de celebração foi realizada dentro de Astro's Playroom.

### Conteúdo para download
Cinco níveis adicionais de speedrun foram anunciados como conteúdo download gratuito durante o evento State of Play de setembro de 2024. Os níveis online foram lançados semanalmente de 17 de outubro de 2024 a 14 de novembro de 2024, e apresentaram V.I.P. Bots adicionais, como os Shock Troopers de Helldivers 2 e Eve de Stellar Blade.
Um nível adicional com tema de Natal (intitulado Winder Wonder) foi anunciado em 11 de dezembro de 2024 e lançado no dia seguinte. Este nível apresentou uma variedade de colecionáveis, incluindo quatro skins para o Dual Speeder, quatro roupas e sete V.I.P. Bots (referenciando personagens como Spider-Man, Croc e Rayman).

## Recepção
Astro Bot recebeu "aclamação universal" da crítica, de acordo com o site agregador de críticas Metacritic, e 99% dos críticos recomendaram o jogo, segundo a OpenCritic. No dia de seu lançamento, o jogo é o mais bem avaliado como novo lançamento de 2024 tanto no Metacritic quanto na OpenCritic.
O jogo foi positivamente comparado a títulos da série Super Mario, particularmente Super Mario Sunshine, Super Mario Galaxy e Super Mario Odyssey. Críticos também compararam Astro Bot a outras séries da Nintendo, incluindo Arms, Pikmin e Splatoon. Masahiro Sakurai, o criador das séries Kirby e Super Smash Bros, elogiou o jogo no Twitter. Vários veículos de comunicação também consideraram Astro Bot como um forte candidato ao jogo do ano.
Após o lançamento, a falta de representatividade da franquia Final Fantasy foi mencionada por várias publicações, incluindo a IGN. Doucet observou que, embora a Team Asobi esperasse incluir personagens como Cloud Strife, o estúdio não teve sucesso, mas respeitava "a escolha de cada editor".
Segundo o Metacritc , a nota de usuários para Astro bot foi de 9.2/10.

### Controvérsias
A sua vitória de Jogo do ano no The Game Awards 2024 recebeu reações mistas na internet, enquanto fãs e a equipe da Team Asobi celebraram o prêmio, muitos jogadores discordaram, argumentando que os jogos Black Myth: Wukong ou Metaphor: ReFantazio deveriam ter ganhado por serem mais complexos e graficamente melhores. O Desenvolvedor Feng Ji, de Black Myth: Wukong foi na rede Twitter para comentar sobre a vitória de Astro Bot, comentando quais são os critérios para avaliar um jogo do ano e afirmou que foi para o evento "fazer nada."
| “ | "No final, ele ganhou o prêmio de Melhor Jogo de Ação e Players' Voice, especialmente o Players' Voice, o que é gratificante. Mas devo admitir que há decepções e arrependimentos… Os jogos indicados este ano são todos excelentes, mas eu realmente não entendo os critérios de seleção para o Jogo do Ano deste ano. Eu vim aqui para nada!", disse o diretor. | ” |

Salman Fareed, do tech4gamers descreveu Astro Bot incrível, mas não Jogo do ano, em sua análise, o jogo domina a plataforma clássica com seus níveis criativos e bem articulados, mas diversão não é o único critério para a vitória, confirmando que Black Myth: Wukong tinhas todos os critérios para o prêmio de jogo do ano no The Game Awards 2024.
Matt Vatankhah, do Vice, apoiou a vitória de Astro Bot na premiação, mencionando que "'Astro Bot' é simplesmente diferente", observando que: "Astro Bot é a personificação digital da alegria pura." e que acerta em cheio nos visuais e nas muitas inspirações em diversos jogos da PlayStation nos últimos 30 anos.

### Vendas
Nos Estados Unidos, Astro Bot foi o segundo software mais vendido na semana de lançamento, com vendas 21% superiores às de Ratchet & Clank: Rift Apart no Reino Unido. No Japão, o jogo vendeu 12.672 unidades físicas durante sua primeira semana de lançamento, tornando-se o segundo jogo de varejo mais vendido da semana no país. Até 30 de setembro de 2024, havia vendido 34.902 unidades físicas no Japão.
Em 8 de novembro de 2024, a Sony revelou que Astro Bot havia vendido 1,5 milhão de unidades até 3 de novembro.

### Prêmios
| Premiação | Data da cerimônia         | Categoria                    | Resultado      | Ref.   |
| --------- | ------------------------- | ---------------------------- | -------------- | ------ |
| 2024      | Golden Joystick Awards    | Melhor design visual         | Indicado       | [ 80 ] |
| 2024      | Golden Joystick Awards    | Melhor Design de Áudio       | Venceu         | [ 80 ] |
| 2024      | Golden Joystick Awards    | Melhor Trilha Sonora         | Indicado       | [ 80 ] |
| 2024      | Golden Joystick Awards    | Estúdio do Ano               | Venceu         | [ 80 ] |
| 2024      | Golden Joystick Awards    | Melhor Jogo de Console       | Indicado       | [ 80 ] |
| 2024      | Equinox Latam Game Awards | Jogo do Ano                  | Indicado       | [ 81 ] |
| 2024      | Equinox Latam Game Awards | Melhor Jogo para PlayStation | Venceu         | [ 81 ] |
| 2024      | Equinox Latam Game Awards | Melhor jogo para família     | Venceu         | [ 81 ] |
| 2024      | Equinox Latam Game Awards | Melhor jogo de plataforma    | Venceu         | [ 81 ] |
| 2024      | Equinox Latam Game Awards | Melhor Direção de Arte       | Indicado       | [ 81 ] |
| 2024      | Equinox Latam Game Awards | Melhor Design de Áudio       | Indicado       | [ 81 ] |
| 2024      | NextPlay Game Awards      | Best Action-Adventure Game   | Venceu         | [ 82 ] |
| 2024      | NextPlay Game Awards      | Melhor jogo de família       | Venceu         | [ 82 ] |
| 2024      | NextPlay Game Awards      | Melhor Direção de Jogo       | Menção honrosa | [ 82 ] |
| 2024      | NextPlay Game Awards      | Melhor Trilha Sonora         | Menção honrosa | [ 82 ] |
| 2024      | NextPlay Game Awards      | Prêmio escolha dos jogadores | Venceu         | [ 82 ] |
| 2024      | Titanium Awards           | Jogo do Ano                  | Venceu         | [ 83 ] |
| 2024      | Titanium Awards           | Best Game Design             | Indicado       | [ 83 ] |
| 2024      | Titanium Awards           | Melhor Direção de Arte       | Indicado       | [ 83 ] |
| 2024      | Titanium Awards           | Melhor Direção sonora        | Indicado       | [ 83 ] |
| 2024      | The Game Awards           | Jogo do Ano                  | Venceu         | [ 84 ] |
| 2024      | The Game Awards           | Melhor Direção de Jogo       | Venceu         | [ 84 ] |
| 2024      | The Game Awards           | Melhor Direção de Arte       | Indicado       | [ 84 ] |
| 2024      | The Game Awards           | Melhor Trilha Sonora         | Indicado       | [ 84 ] |
| 2024      | The Game Awards           | Melhor Design de Áudio       | Indicado       | [ 84 ] |
| 2024      | The Game Awards           | Melhor jogo de ação/aventura | Venceu         | [ 84 ] |
| 2024      | The Game Awards           | Melhor jogo para família     | Venceu         | [ 84 ] |